# Weißenburgi katekizmus
A weißenburgi katekizmus (németül Weißenburger Katechismus) egy a 8. század végén lejegyzett keresztény hitvallás illetve annak összegzése leendő vagy aktív papok számára ófelnémet nyelven. A szöveg vagy az elzászi weißenburgi kolostorból származik, vagy Wormsból, és tartalmazza egyrészt a Miatyánkot kommentálva, egy latin-német gyónási mintát, a hiszekegyet annak apostoli formájában és Alexandriai Szent Atanáz-féle formájában is, valamint a „Gloria in excelsis”-t.